# Cordillera Dorsal
La Cordillera Dorsal, también llamada dorsal de Pedro Gil, es una cordillera que recorre el centro de Tenerife (Canarias, España) hacia el este de la isla. Tiene 25 kilómetros de longitud, con una altura media de 1600 m s. n. m.

## Descripción
Es la cordillera más importante de todo el archipiélago canario, tanto en extensión como en desarrollo vertical. Abarca desde los inicios del monte de La Esperanza, a unos 750 m s. n. m., hasta la zona central de la isla, cerca del circo de Las Cañadas, siendo su punto más elevado el de Izaña, con 2350 m de altitud.
Esta estructura se originó hace, aproximadamente, un millón de años por un vulcanismo fisural de tipo basáltico a partir de uno de los ejes o directrices estructurales de la isla, con dirección noreste-suroeste. Se formó al irse acumulando y solidificando la lava capa a capa, hasta que llegó a alcanzar el impresionante porte actual. 
Gran parte del parque natural de la Corona Forestal se sitúa en esta cordillera.

## Galería

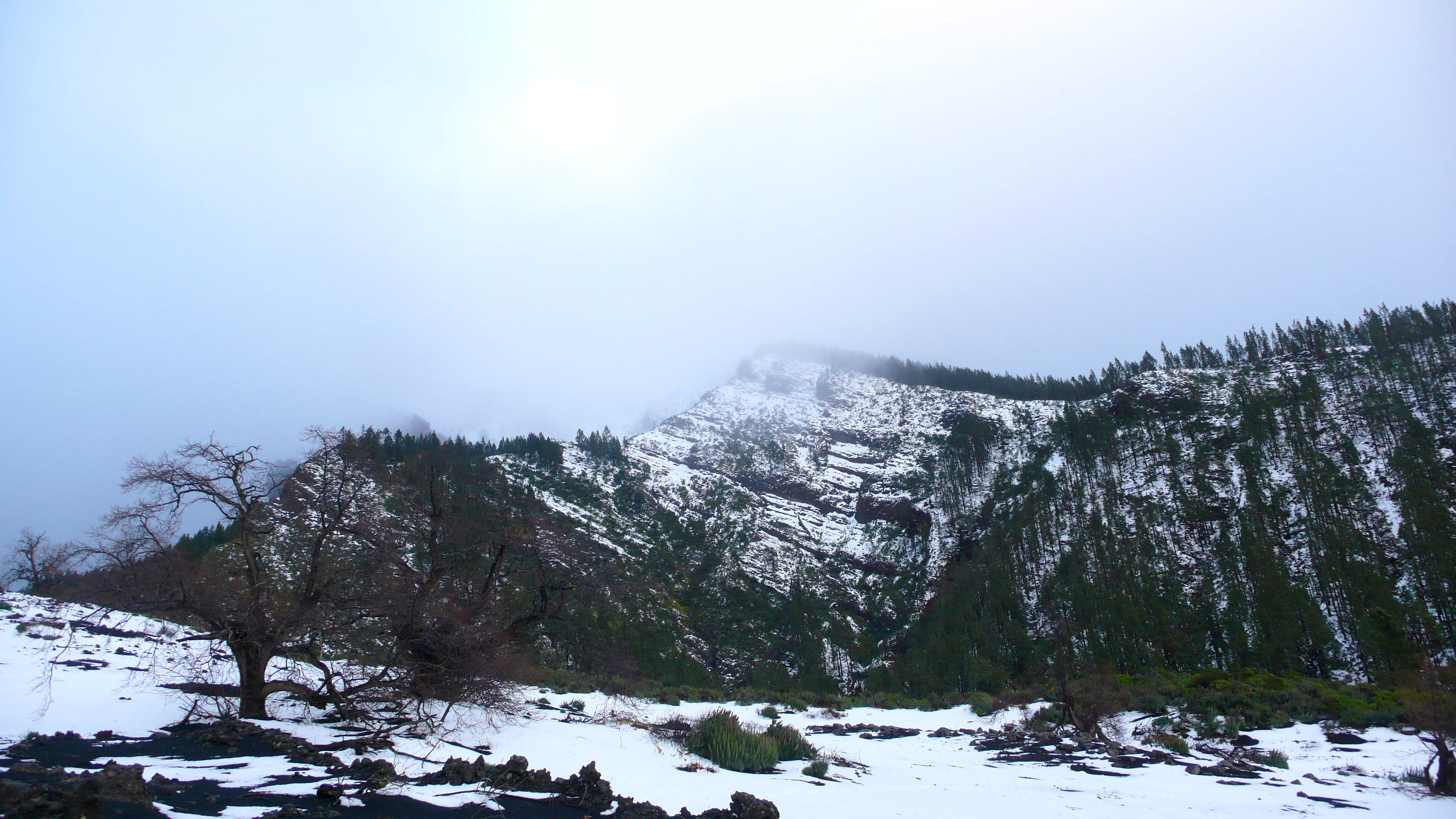
Volcán de Las Arenas nevado en marzo de 2011. Este volcán de 1525 msnm se encuentra en la vertiente meridional de la cordillera.
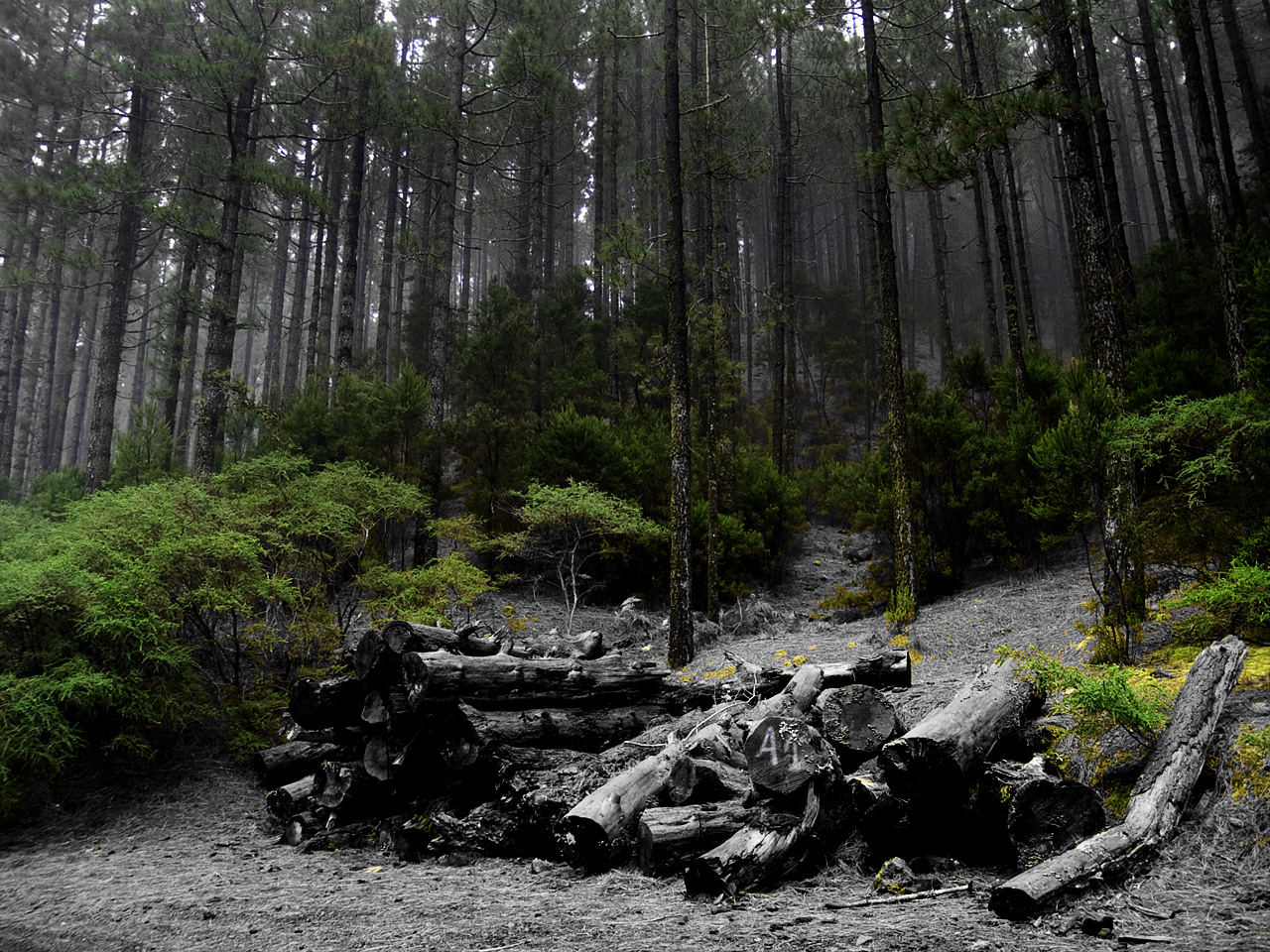
Paisaje protegido de Las Lagunetas.